# OpenCores
OpenCores(오픈코어즈)는 오픈 소스 하드웨어 개발 커뮤니티이다.

## 역사
OpenCores 창립 멤버 중 한 명인 Damjan Lampret의 개인 홈페이지에는 OpenCores가 1999년에 시작된 것으로 기록되어 있다. 또한 OpenCores 사이트와 OpenCores의 목표가 처음으로 언론에 오른 것은 2001년 CNET News 기사를 통해서인 것으로 알려져 있으며 그 다음 해에는 Flextronics를 필두로 한 몇몇 기업들의 홍보 및 지원을 받기도 했다.
2007년 11월에는 스웨덴의 ORSoC AB에서 OpenCores 사이트의 관리를 담당하게 되었다.

## 라이선싱
OpenCores에서 개발하는 컴포넌트들은 GNU 일반 공중 사용 허가서, GNU 약소 일반 공중 사용 허가서, 3항 BSD 사용 허가서 등 오픈 소스 소프트웨어용 라이선스가 적용되어 릴리즈된다.

## 프로젝트 목록
다음은 OpenCores를 통해 개발되고 있거나 개발된 컴포넌트들이다.
- OpenRISC: RISC 중앙 처리 장치
- Zilog Z80의 클론
- USB 2.0 컨트롤러
- 10/100/1000Mbit 이더넷 컨트롤러
- 암호화(DES, AES, RSA 등) 유닛
- HyperTransport 터널
- Zet: x86 호환 코어

## 관련 페이지
- 오픈 콘텐츠
- 자유 콘텐츠
- 오픈 소스 하드웨어
- Wishbone

## 같이 보기
- 자유 저작물
- 오픈 콘텐츠
- 오픈 소스 하드웨어